# Barker (Uruguay)
Pour les articles homonymes, voir Barker.
Barker est une ville de l'Uruguay située dans le département de Colonia. Sa population est de 91 habitants.

## Infrastructure
Barker est situé près de la route 54.

## Population
| Année | Population |
| ----- | ---------- |
| 1963  | 171        |
| 1975  | 113        |
| 1985  | 91         |
| 1996  | 68         |
| 2004  | 91         |

Référence,: